# Lampranthus falcatus
Lampranthus falcatus är en isörtsväxtart som först beskrevs av Carl von Linné, och fick sitt nu gällande namn av Nicholas Edward Brown. Lampranthus falcatus ingår i släktet Lampranthus och familjen isörtsväxter. Inga underarter finns listade i Catalogue of Life.